# Lappula intermedia
Lappula intermedia là loài thực vật có hoa trong họ Mồ hôi. Loài này được (Ledeb.) Popov mô tả khoa học đầu tiên năm 1953.